# Kjersti Grini
Kjersti Elizabeth Grini (Oslo, 9 settembre 1971) è un'ex pallamanista e allenatrice di pallamano norvegese.
Con la maglia della nazionale norvegese ha vinto il bronzo olimpico ai Giochi di Sydney 2000. Nominata miglior giocatrice nel suo ruolo, terzino sinistro, in due edizioni successive dei Giochi olimpici (1996 e 2000).

## Palmarès

### Club
- Coppa delle Coppe: 1

Ikast: 2001-2002
- Coppa di Danimarca: 1

Ikast: 2001

### Nazionale
- Bronzo olimpico: 1

Sydney 2000
- Campionato mondiale

 Oro: Danimarca-Norvegia 1999
 Argento: Italia 2001
- Campionato europeo

 Oro: Paesi Bassi 1998
 Bronzo: Danimarca 1996
 Bronzo: Germania 1994

### Individuale
- Migliore terzino sinistro ai Giochi olimpici: 2[1]

Atlanta 1996, Sydney 2000
- Migliore terzino sinistro al campionato europeo: 1

Paesi Bassi 1998
- Migliore terzino sinistro dell'anno nel campionato norvegese: 2

1990, 1994
- Migliore marcatrice ai Giochi olimpici: 1[1]

Sydney 2000
- Migliore marcatrice al campionato europeo: 1

Danimarca 1996
- Migliore marcatrice dell'anno nel campionato norvegese: 3

1990, 1994, 1996